# 機器人吸塵器

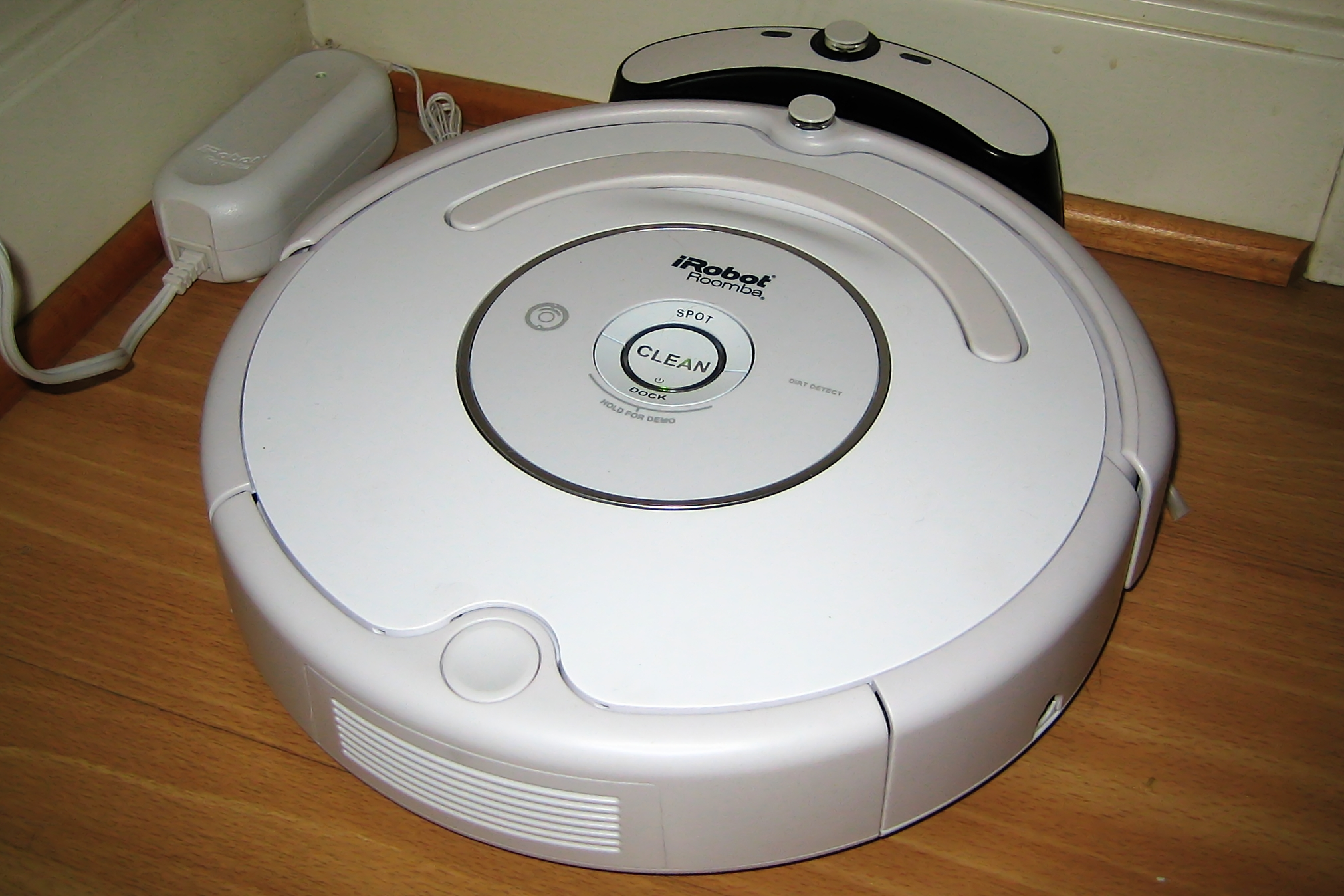
正在充電中的自動打掃機，上方半圓形的為充電器

掃地機器人，又稱自動打掃機、自動吸塵機、智能吸塵、機器人吸塵器等，用以打掃家裡環境，但不能在養貓狗的家庭使用。其原理為一自動化技術機身，搭配有集塵設施的真空吸塵裝置，由機身內置的微處理器控制路徑行走，加上毛刷或是抹布、除塵紙打掃，達到更好的居家自動打掃效果。

## 歷史

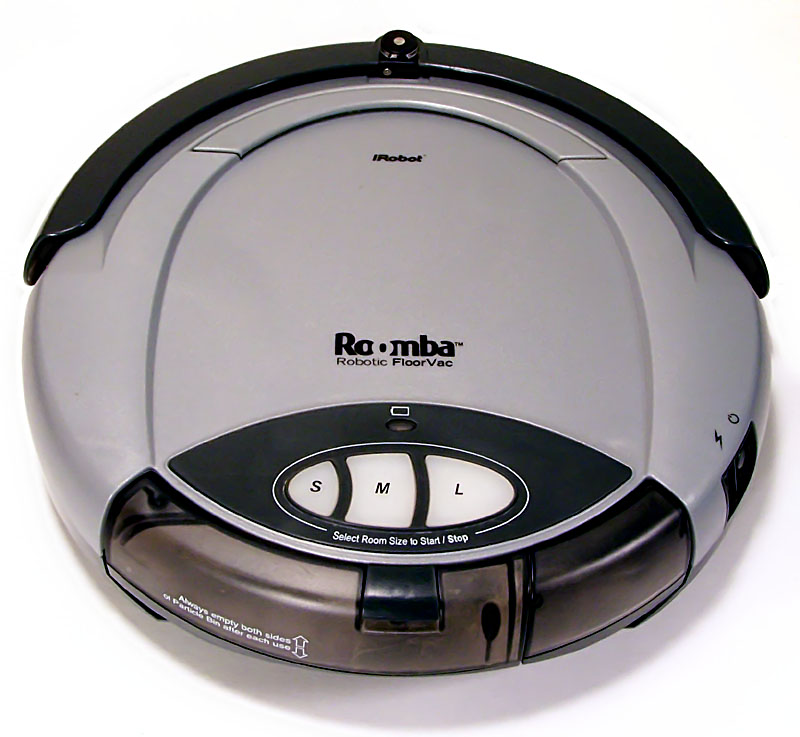
iRobot的Roomba，自動打掃機由此型號開始為市場接受

第一款自動打掃機是由瑞典的伊萊克斯於1997年引入的Electrolux Trilobite，當時曾在英國掃地機器人一曲BBC電視台的科學節目，明日世界(Tomorrow's World)介紹。
英國的戴森公司(Dyson)於2001年推出名為DC06的自動打掃機，但因為價格過於高昂，並沒有推出市面。
其後，美國的iRobot於2002推出Roomba，原本預計生產10,000至15,000部，發售後大受市場歡迎，單是聖誕期間已出售50,000部。從此，多家公司推出不同型號的自動打掃機。

## 概述
自動打掃機的機身多以圓形為主，也有方型圓角及三角型圓角的，多盡量設計得細小及矮，以便能進入細小空間及傢俬底部。使用充電電池推動，以遙控器、或是機身上的面板操控。一般能設定時間預約打掃，大部份型號能在電源將用盡時自行返回充電器充電。
運作時以特定的路線模式行走，走動間同時開動內置的吸塵機及掃，將地方的灰塵吸除。行走時能自動偵測及避開障礙物，例如碰到牆壁時會自行轉向，有防止墜落功能，以避免掉落梯間等地方。部分較早期機型可能缺少部分功能，現今已慢慢普及。
多數機器人吸塵器無法迴避寵物嘔吐物及排泄物，會在打掃時將這些穢物沾到所有的地板上，有養貓狗的家庭並不適合使用。

## 構造及原理
自動打掃機為一移動裝置，在移動的同時以各種方式清潔地面。

### 行走

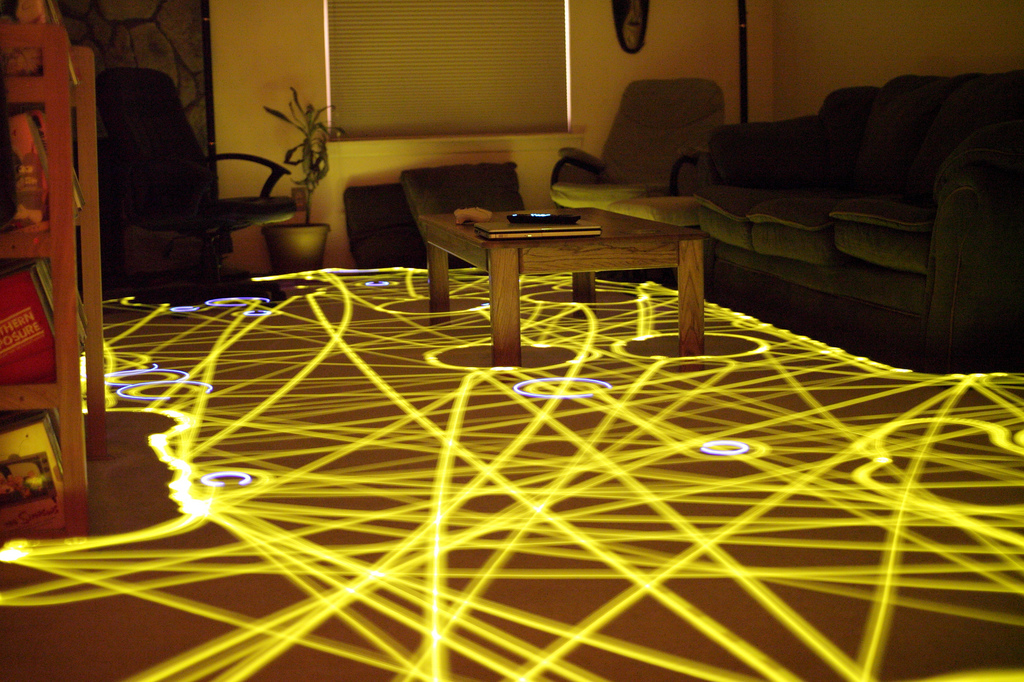
以長時間暴光攝影顯示出iRobot、Roomba清潔時的行走路徑

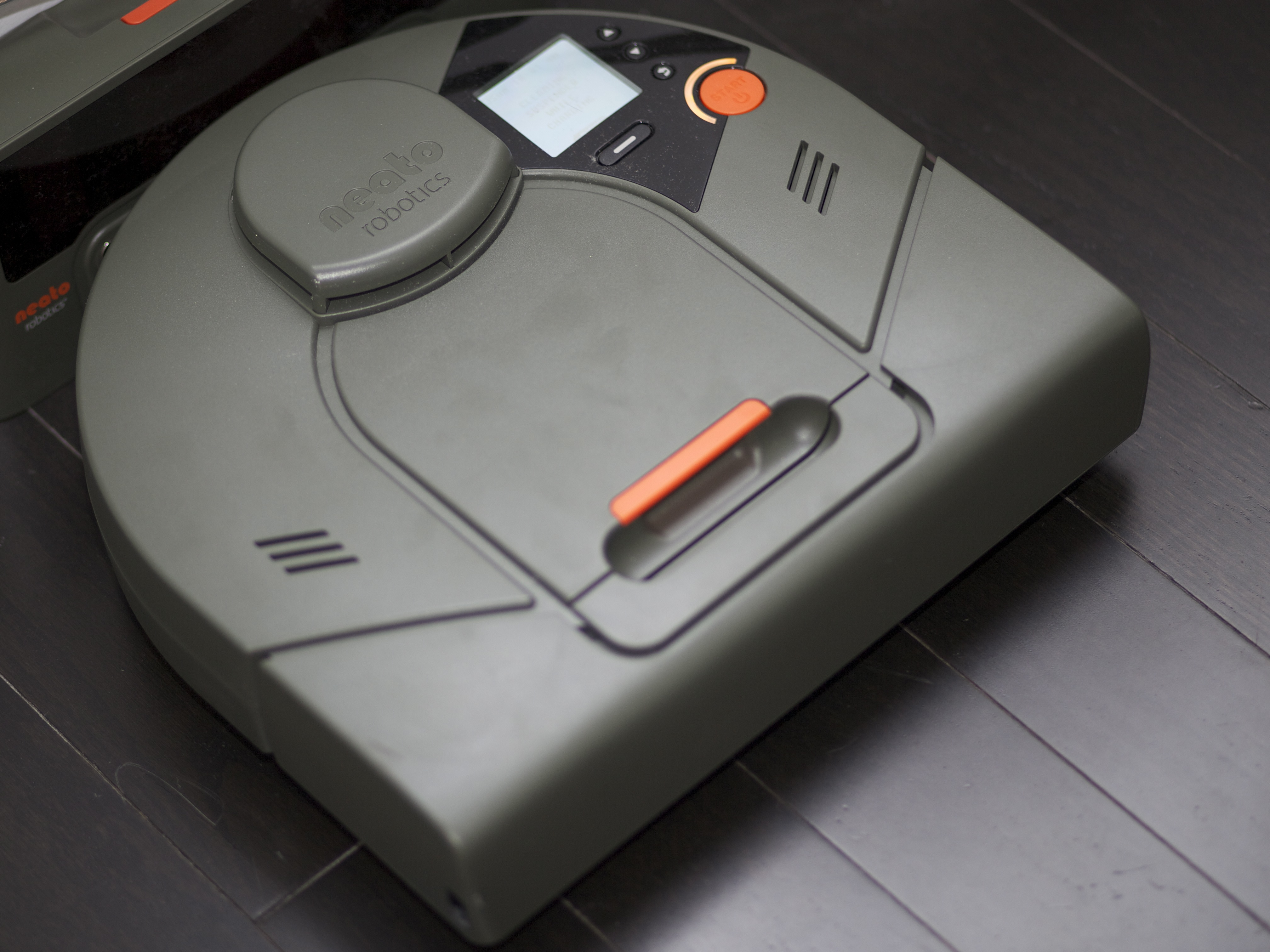
Neato Robotics的XV-1，使用SLAM同步定位與地圖構建，頂部凸起的扁小圓塔便是激光距離掃描器所在。

行走推動的方式絕大部份為二輪推動，也有使用履帶的設計。
行走路線的制定方式有很多種，最譜遍的是類似首先為IRobot、Roomba所採用的既定預置模式，微處理器根據預置程式以簡單的法則走行，例如螺旋形行走、沿牆邊行走、隨機行走並在碰到障外物後略為改變角度等，這設計是基於身兼麻省理工學院研究員及iRobot的首席技術長(CTO)，Rodney Brooks提出的哲學：機器人應該像昆蟲一樣，以簡單的處理基制應對問題。
有些設計會有自身的導航功能，例Evolution Robotics(於2012年被iRobot收購)的北極星導航器(NorthStar Navigation)，原理就有如室內的衛星導航系統，使自動打掃機能知道現正身處於家中的哪一位置。
也有採用同步定位與地圖構建（SLAM/Simultaneous localization and mapping），通過感測器在行走過程中即時得出四週的地圖，然後推算出自身位置，並規劃清潔路線。所使用的感測器有影象傳感器，也有激光測距掃描。
2010年2月，Neato Robotics推出的XV-1使用同步定位與地圖構建系統，以激光距離感感器（LDS）作360°掃描得出二維地圖，然後規劃出高效率的清潔跑線，當中原理與Google自動駕駛系統中使用的成象系統相同。2016年，小米也推出相近設計產品。
Dyson的Dyson 360 Eye，以全方位視野影象界定自身位置，同時判斷那些位置未清潔過。
偵測障礙物的感測方訓式有接觸式傳感、紅外線感測、超聲波感測等，接觸式傳感的缺點在於有機會碰花傢俱表面及會發出額外的噪聲，當感測到碰到有障礙物時，微處理器向會轉向改變行走方向，避開障礙物。而為防止在梯間等高處掉下，前方底部多有感測器探測地面情況，從而能避免掉下。
然而，自動打掃機仍然有機會因複雜環境碰上而"被困"，這時，自動打掃機就會以閃燈、聲響，甚至模擬語音作"求救"。

### 清潔

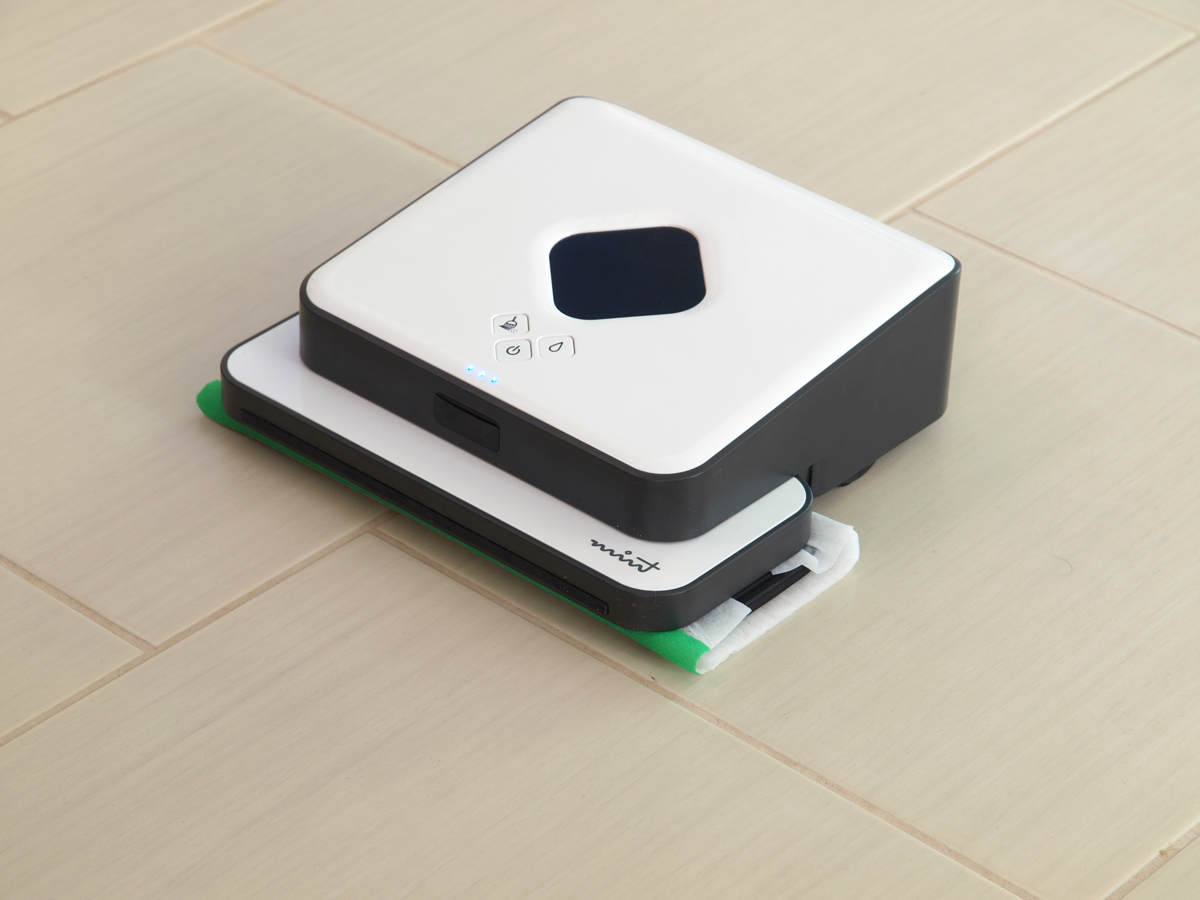
Evolution Robotics 的Mint 自動打掃機使用Swiffer的濕清潔布以濕抹(濕拖)形式清潔

清潔地面的方法有真空吸塵機、毛刷、抹布。大部設計都包括有真空吸塵機及毛刷，一般會在前方左右或其中一方有側邊刷，邊刷旋轉時會將灰掃至真空吸塵機進氣口前方，然後由真空吸塵機把灰塵吸入收集。部份設計會在真空吸塵機進氣口前方加設中旋轉央刷，增加清潔效果。

### 電源

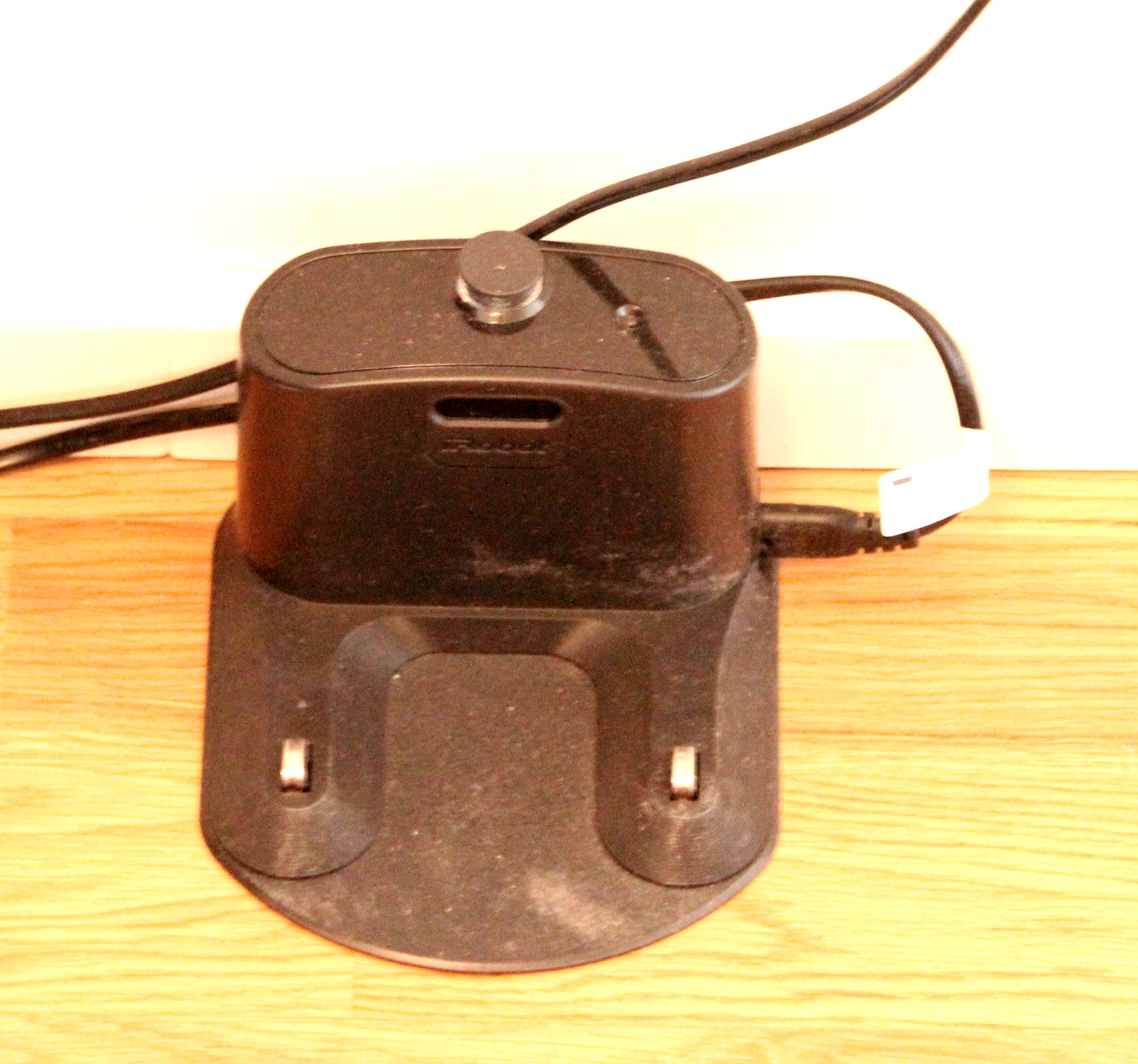
備有充電停泊處，可供自動回充的充電器。

早期的設計並沒有自動回停泊處充電的功能，當電量不足時，使用者須手動把其放回充電器充電。隨後出現自動回充設計，充電器上設有充電停泊處及作信標用的紅外線發射器，當需要充電時，自動打掃機會依靠紅外信標作引導，自行回到充電停泊處控並碰接上充電電極，為機身內的電池充電。電池多以鎳氫電池為主，部分用鋰離子電池。

## 特殊設計
機器人科技現今越趨成熟，故每種品牌都有不同的研發方向，擁有特殊的設計，如: 雙吸塵蓋、附手持吸塵器、集塵盒可水洗及拖地功能、可放芳香劑，或是光觸媒殺菌等功能。
虛擬牆是訊號發射器，當自動打掃機接接到其訊號後就會避開，是給使用者限制自動打掃機的活動範圍用。